# Joganville
 Joganville  es una población y comuna francesa, situada en la región de Baja Normandía, departamento de Mancha, en el distrito de Cherbourg-Octeville y cantón de Montebourg.

## Demografía
| 130 | 138 | 232 | 207 | 140 | 169 | 214 | 170 | 187 | 178 | 163 | 158 | 146 | 153 | 146 | 131 | 133 | 136 | 105 | 80 | 88 | 80 | 82 | 73 | 88 | 95 | 102 | 101 | 77 | 69 | 71 | 84 |
| Para los censos de 1962 a 1999 la población legal corresponde a la población sin duplicidades (Fuente: INSEE [Consultar]) |     |     |     |     |     |     |     |     |     |     |     |     |     |     |     |     |     |     |    |    |    |    |    |    |    |     |     |    |    |    |    |